# トミー・ジェイムス&ザ・ションデルズ
トミー・ジェイムス＆ザ・ションデルズ (Tommy James and the Shondells) は、アメリカ合衆国のロックバンドである。1960年代当時の日本での名称は「トミー・ジェイムスとザ・シャンデルス」だった。

## キャリア
前身バンドを経て、1962年に「Tom and the Tornadoes」として『Long Pony Tail』でレコードデビューした。1964年、人気歌手トロイ・ションデルにちなんで、バンド名を「ザ・ションデルズ」に改名、ザ・レインドロップスのカバー「ハンキー・パンキー」をローカル・レーベルからリリースし、1965年に解散。
1966年、トミー・ジェイムスがピッツバーグで新生「ザ・ションデルズ」を結成し、『ハンキー・パンキー』（1964年盤と同音源）でメジャーデビューし、7月にBillboard Hot 100で2週連続1位を記録する。1967年から1968年には「アイ・シンク・ウイ・アー・アローン・ナウ」「モニー・モニー」がヒット。そして1969年にシングル『クリムズンとクローバー』を発売し、2月1日付のBillboard Hot 100で第1位を獲得した。同年『クリスタル・ブルー・パースエイジョン』もヒットしている。やがてトミー・ジェームスはソロ名義で1971年に「ドラッギン・ザ・ライン」をヒットさせた。彼は長い低迷の後、1980年にカムバック・ヒットを放っている。

## ディスコグラフィ

### スタジオ・アルバム
| タイトル                                   | 原題                    | 発売年 | 最高位 （Billboard 200） |
| ------------------------------------------ | ----------------------- | ------ | ------------------------ |
| ハンキー・パンキー                         | Hanky Panky             | 1966年 | 46                       |
| イッツ・オンリー・ラブ                     | It's Only Love          | 1967年 | –                        |
| アイ・シンク・ウィー・アー・アローン・ナウ | I Think We're Alone Now | 1967年 | 74                       |
| ゲッティン・トゥゲザー                     | Gettin' Together        | 1967年 | –                        |
| モニー・モニー                             | Mony Mony               | 1968年 | 193                      |
| クリムソンとクローヴァー                   | Crimson & Clover        | 1969年 | 8                        |
| セロハン・シンフォニー                     | Cellophane Symphony     | 1969年 | 141                      |
| トラヴェリン                               | Travelin'               | 1970年 | 91                       |